# Sveatoslav Maliuti
Sveatoslav Maliuti (* 14. Juni 1992) ist ein ehemaliger moldauischer Biathlet und Skilangläufer.
Sveatoslav Maliuti startet für Dinamo. Seine erste internationale Meisterschaft waren die Juniorenrennen der Sommerbiathlon-Weltmeisterschaften 2010 in Duszniki-Zdrój, wo er 53. des Sprints wurde. In der folgenden Saison verpasste er als 65. des Sprintrennens verpasste er in Ridnaun bei den Juniorenrennen der Europameisterschaften 2012 das Verfolgungsrennen. Im weiteren Jahresverlauf folgten erneut die Juniorenrennen der Sommerbiathlon-Weltmeisterschaften 2011 in Nové Město na Moravě, wo er sich als 60. im Sprint als Letzter für das Verfolgungsrennen qualifizierte, dieses aber nicht bestritt. Bei den Juniorenrennen der Europameisterschaften 2012 in Osrblie belegte er die Ränge 60. im Einzel, 59. im Sprint und wurde im Verfolgungsrennen überrundet.
Bei den Männern startete Maliuti seit 2008 im IBU-Cup der Männer. Bei seinem ersten Rennen wurde er 171. eines Sprintrennens in Obertilliach. Erstmals Punkte gewann er in Bansko als 30. eines Sprints erste Punkte, als 20. der anschließenden Verfolgung erreichte er sein bislang bestes Resultat in der zweithöchsten internationalen Biathlon-Rennserie. Bei den Europameisterschaften 2013 in Bansko startete er erstmals bei einem Großereignis bei den Männern. Als 59. des Sprints qualifizierte er sich für das Verfolgungsrennen, das er jedoch nicht bestritt. Im folgenden Jahr lief er bei den Europameisterschaften in Nové Město na Moravě im Sprint sowie im Einzel jeweils auf den 86. Platz.
Im Skilanglauf startete Maliuti 2011 in internationalen Juniorenrennen und 2012 im Balkan Cup. Seit 2013 tritt er bei Alpencup- und FIS-Rennen an. Bei den Nordischen Skiweltmeisterschaften 2013 im Val di Fiemme belegte er den 141. Platz über 15 km Freistil und den 119. Rang im Sprint. Zwei Jahre später kam er bei den Nordischen Skiweltmeisterschaften 2015 in Falun km er auf den 118. Platz im Sprint. Letztmals international im Skilanglauf startete er bei den Nordischen Skiweltmeisterschaften 2017 in Lahti, wobei er den 140. Platz im Sprint errang.